# 邓鸿
邓鸿（1963年9月—），四川成都人，商人，拥有北京工业大学建筑系文凭，曾担任九寨天堂国际会议度假中心董事长、成都会展旅游集团董事长等职务。因其长期垄断经营四川省的会展生意，外人送号“四川会展王”。曾多次跻身《福布斯》中国富豪榜，拥有财富超过数百亿人民币。2013年11月，媒体称知情人透露邓鸿受李春城案牽連因涉嫌土地倒卖、虚开发票逃税漏税、诈骗贷款等罪被中国警方逮捕。根据后来的报道，邓鸿当时被带走调查，并于2014年获释。

## 履历

### 岳父相助
邓鸿出生在四川省成都市一个军人家庭，父亲是成都空军军官。邓鸿14岁到河北参军，服役于38军。1985年底，时年22岁选择转业。1993年，30岁的邓鸿因一次商务关系结识了闽先生，闽先生是美国加州的美籍华人商人，经营飞机零件，是美国空军黑鹰直升飞机的供货商。闽先生当时被邓鸿的才气倾倒，执意将女儿许配于他，已有家室的邓鸿选择与原配离婚，顺利成为闽先生的佳婿。得岳父闽先生相助，邓鸿先在加州经营房地产生意，后又开办了贸易公司。1995年，邓鸿携巨资回国，涉足会展业，与政府人脉颇广的人士赵凯合作，将生意越做越大。

### 海外扩张
从2011年开始，邓鸿的会展旅游集团先后与萨摩亚政府、密克罗尼西亚联邦政府签订了旅游开发合作协议，准备在雅浦岛修建度假中心并开设赌场，打算帮助提升当地包括道路，医院，码头，电厂等在内的基础设施建设，并许诺将雅浦岛的年度经济产值从5000万美元提升至2亿美元。但投资很快受到阻力，遭到当地居民的数轮抗议，关于赌场问题，当地居民认为与当地法律冲突，疑虑当地变成洗钱和其他非法活动的场所，还担心大量游客的涌入会破坏当地的传统文化。邓鸿不得不缩减投资计划。

### 接受调查
2012年12月，四川高官李春城被中央纪委带走调查。同月上旬，相关单位约谈了邓鸿。其后，邓鸿否认自己接受调查。2013年2月19日接待上海来访的官员之后，邓鸿再未公开露面。11月，四川公安系统的一位警察向媒体透露，邓鸿已被逮捕，关押在湖北省咸宁市咸安区看守所，主要涉嫌三方面的罪名：倒卖土地、虚开发票逃税漏税、骗取贷款。媒体称，咸宁市的一位知情人士证实了此事，但咸宁市公安局未给出官方回应，成都会展旅游集团表示并不知情。有媒体报道，李春城将家族长辈坟地迁到都江堰、请道士做道场等事耗资千万人民币，邓鸿负担了约三百万元。

## 国内投资
- 1995年，邓鸿投资建设成都沙湾会展中心，耗资14亿人民币。前中共总书记江泽民2002年曾在会展中心的金色大剧院里吹拉弹唱[7]。
- 1999年，投资建设的成都现代艺术馆是亚洲最大的艺术场馆之一，耗资1.5亿元人民币。
- 2001年，投资建设九寨天堂国际会议度假中心。
- 2003年12月，在成都市高新区投资建设成都新国际会展中心世纪城，总面积达180万平方米。